# 1064

## Události
- loď Harolda II. ztroskotala u normandského pobřeží a on byl zajat Vilémem Dobyvatelem
- ve Švédsku bylo založeno arcibiskupství v Upsale
- v srpnu armáda křesťanů zvítězila v křížové výpravě proti Barbastru, které bylo poté připojeno k Aragonii

## Hlavy států
- České knížectví – Vratislav II.
- Papež – Alexandr II.
- Svatá říše římská – Jindřich IV.
- Anglické království – Eduard III. Vyznavač
- Aragonské království – Sancho Ramírez
- Barcelonské hrabství – Ramon Berenguer I. Starý
- Burgundské vévodství – Robert I. Starý
- Byzantská říše – Konstantin X. Dukas
- Dánské království – Sven II. Estridsen
- Francouzské království – Filip I.
- Kyjevská Rus – Izjaslav I. Jaroslavič
- Kastilské království – Ferdinand I. Veliký
- Leonské království – Ferdinand I. Veliký
- Navarrské království – Sancho IV.
- Norské království – Harald III. Hardrada
- Polské knížectví – Boleslav II. Smělý
- Skotské království – Malcolm III.
- Švédské království – Stenkil
- Uherské království – Šalamoun

- Arabská říše – Alp-Arslam